# 文山溫泉
24°12′09″N 121°29′26″E / 24.2023855°N 121.4905594°E

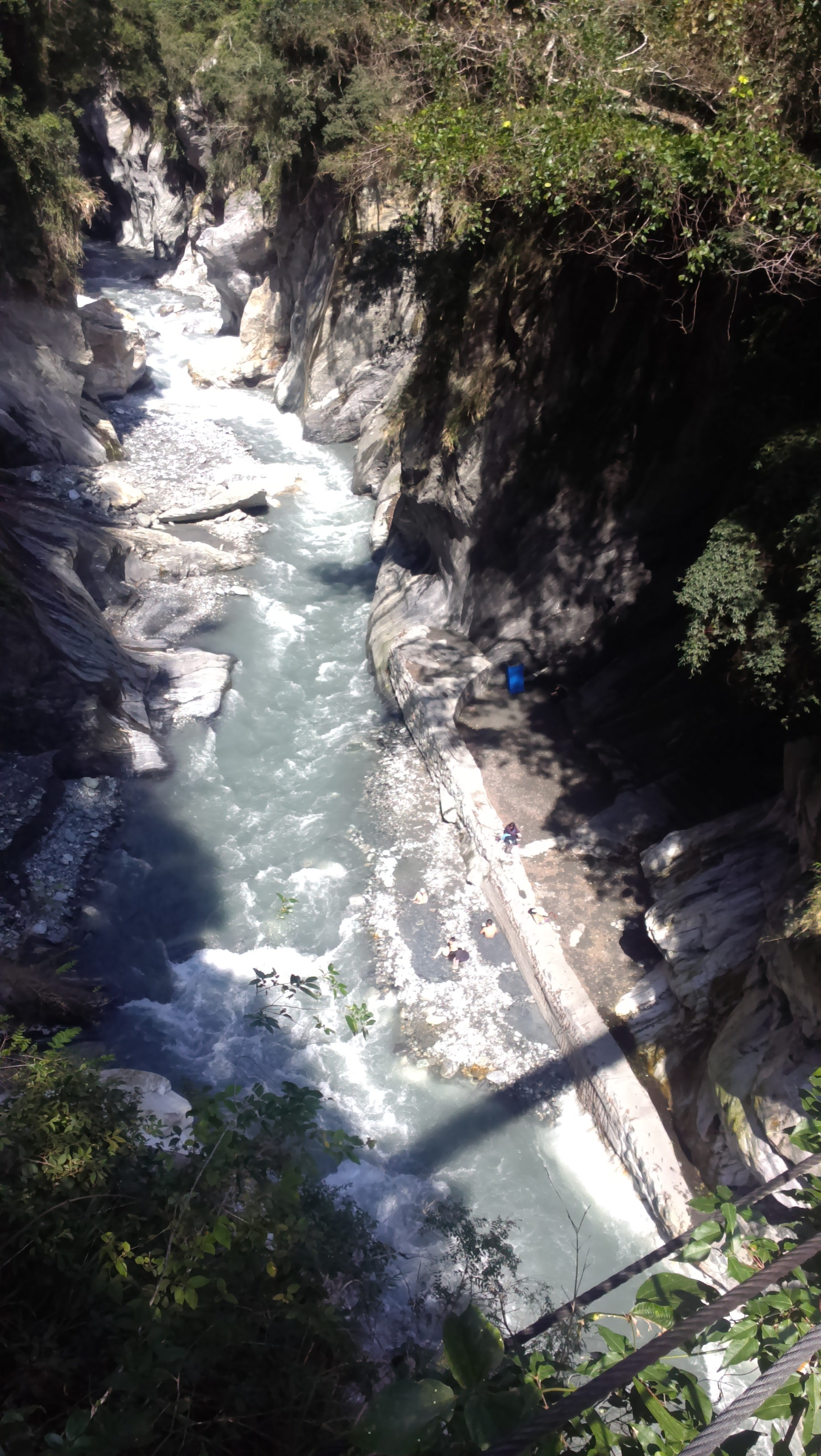
從吊橋拍攝的文山溫泉（2016年2月14日）

文山溫泉位於臺灣花蓮縣秀林鄉富世村，在天祥觀光遊覽區附近，文山步道入口在泰山隧道東口右側，台8線165.9K處。依地質分類，該溫泉屬於中央山脈大南澳片岩區的變質岩溫泉，是太魯閣國家公園中唯一的野溪溫泉。2005年因落石擊中遊客，造成一死七傷，因而一度封閉。2011年9月太魯閣國家公園管理處再度以野溪溫泉風貌重新開放，但官方僅開放文山步道入口至溫泉橋北側之路段，不再積極開發。

## 名稱
此溫泉最早相傳在1914年太魯閣戰役中，由日軍深水少佐發現稱作深水溫泉。戰後取鄰近塔比多之名，改稱大北投溫泉。後塔比多取中國詩人文天祥之名改稱天祥，此溫泉則取文天祥之號改稱今名。

## 泉質

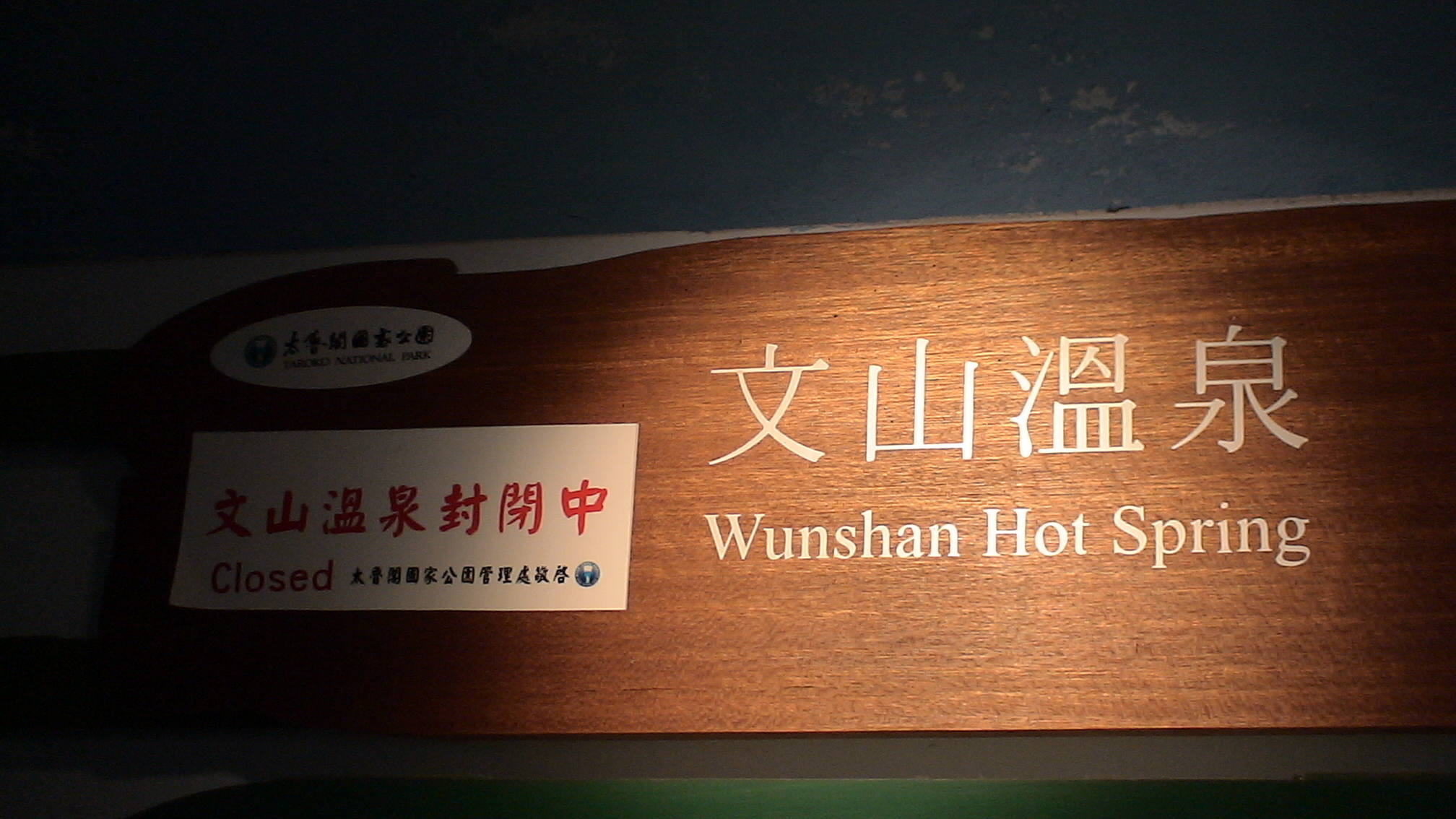
文山溫泉封閉告示（花蓮車站地下道）

文山溫泉水質清澈，具硫磺味，湧泉處有硫磺沉積。水溫約43℃，酸鹼值約pH6.5。硫酸根離子約482ppm，碳酸根離子約82ppm，鈉離子約97.2ppm，鈣離子約142ppm，屬於中性硫酸鹽泉。

## 歷史
文山溫泉是在1914年由日本軍官深水少佐所發現，所以初名為深水溫泉。曾有名為「楓橋」的吊橋橫跨大沙溪，為觀賞紅葉的名勝，惜現已不存。文山溫泉常因大雨過後，受到附近大沙溪所帶來的泥沙所淤積，直到2001年太魯閣國家公園管理處對文山溫泉進行整修，並增加許多安全設施，方便遊客使用，並由天祥晶華酒店認養、維護。
2005年4月3日16時半，文山溫泉發生土石崩落意外、多名泡湯遊客遭擊。此事件計造成2死5傷，隨後文山溫泉被勒令封閉。
2011年9月，封閉逾6年的文山溫泉在當地觀光業界的請求下，太魯閣國家公園管理處宣佈重新開放，但只維持在日治時期所發現的原有野溪溫泉型態，不再對該溫泉做任何開發。
2018年8月，文山溫泉遊憩區將走入歷史，因太魯閣國家公園管理處於2017年行文林務局不再續租轄內文山溫泉，並預計清除水泥溫泉池，下溪階梯及棧道等人工設施後歸還，等同正式對外宣告文山溫泉將走入歷史。文山溫泉雖不再租用，但仍在國家公園境內，未來溫泉吊橋及原有文山綠水步道設施均會保留，開放區域只到溫泉吊橋的橋頭，內部禁止進入。